# Liza Backlund
Liza Backlund (21 novembre 2004) è una sciatrice alpina svedese.

## Biografia
Attiva dal gennaio del 2021, Liza Backlund ha esordito in Coppa Europa il 10 febbraio 2022 a Kopaonik in slalom gigante, senza completare la prova; ai Mondiali juniores di Sankt Anton am Arlberg 2023 ha vinto la medaglia d'oro nella gara a squadre, a quelli di Alta Savoia 2024 ha conquistato la medaglia d'argento nella medesima gara e a quelli di Tarvisio 2025 ha vinto la medaglia d'argento nella combinata a squadre e nella gara a squadre. Non ha debuttato in Coppa del Mondo e non ha preso parte a rassegne olimpiche o iridate.

## Palmarès

### Mondiali juniores
- 4 medaglie:
  - 1 oro (gara a squadre a Sankt Anton am Arlberg 2023)
  - 3 argenti (gara a squadre ad Alta Savoia 2024; combinata a squadre, gara a squadre a Tarvisio 2025)

### Coppa Europa
- Miglior piazzamento in classifica generale: 127ª nel 2023

### Campionati svedesi
- 4 medaglie:
  - 1 argento (supergigante nel 2025)
  - 3 bronzi (supergigante nel 2022; supergigante nel 2024; discesa libera nel 2025)